# 四川咨议局
四川咨议局是1909年至1911年间在四川省设立的咨议局。

## 历史
1907年，清政府预备立宪，决定于各省设立咨议局。1908年12月，四川总督赵尔巽成立了咨议局筹办处，布政使王人文任总理。1909年10月14日，四川咨议局在成都正式宣告成立，推举蒲殿俊为议长，萧湘、罗纶为副议长。次年，咨议局创办了机关报《蜀报》，由议长蒲殿俊任社长，朱山任总编辑，吴虞、邓孝可先后出任主笔。辛亥革命爆发后，四川总督赵尔丰于1911年11月27日宣告四川全省事务暂交咨议局议长蒲殿俊，并成立了由蒲任都督的大汉四川军政府。四川咨议局也完成了其使命，被次年所成立的四川省临时议会所取代。

## 议员
四川咨议局议员有129人，包括定额105人、候补23人、秘书长1人：
- 议长：蒲殿俊
- 副议长：萧湘、罗纶
- 议员：白述铭、李有年、刘志成、王昌龄、郑家相、彭烈囊、胡念祖 、徐湘、刘咸荣、徐永恒、伍鋆、邓为亮、王绍陶、傅怀斌、唐与龄、吴季昌、王焕廷、赖良辅、刘纬、尤鸣剑、江潘、龚秉权、范涛、周常昭、杨士钦、文光汉、陈念祖、池梁矩、王树槐、高凌霄、王钧轴、刘云栋、夏光普、黄辅翼、吴锡昌、杨协中、刘灼先、王廷佐、干朝钧、赵正和、汤苏民、魏怀熙、汪世荣、魏文光、李德芳、樊显绪、刘贞元、张怀仁、李云和、王用楫、邓昶、詹金镛、王泽宣、萧中鑫、刘藜光、刘厚基、刘华屿、王绍先、史震恭、刘克孝、张政、孔宪章、王光裕、王家瑞、刘汝安、高攀柱、冉崇根、李琼林、张兆麒、高体全、李正清、杨赞襄、罗鸿藻、刘盺、马如珩、王朝治、李芳、刘成璋、萧人伟、董清峻、严泽煃、万慎、曹元琛、陈崇憼、杨崇高、刘煜章、陈颂廷、冷宗培、夏慎初、刘明昭、刘麒义、傅浚、杨应玑、刘声元、谭以大、王大侯、李文熙、刘华英、陈光绩、郭策勋、程莹度、苏温泉、刘体正、江三乘、郭奎铨、江树、刘席珍、蒋锡光、李炳灵、彭光远、杨晖吉、沈敏政、陈洪泽、李树椿、罗元吉、王用诰、杨用楫、张光溥、向献芹、罗增、王世芬、欧希溥、梁荣祖、荣安、耀龄
- 秘书长：姚弼宪